# Xénophon d'Éphèse
Pour les articles homonymes, voir Xénophon (homonymie).
Xénophon d'Éphèse est un romancier grec, auteur du roman intitulé Les Éphésiaques, daté généralement de la fin de la première moitié du IIe siècle.

## Notice historique
De sa vie (comme de celle des autres auteurs de romans grecs), on ne sait presque rien,. Il serait natif d'Éphèse et n'est connu que par son roman Les Éphésiaques. Il s'agit d'un ouvrage appartenant au genre qu'on appelle roman grec, en cinq livres, qui narre les tribulations d'Habrocomès et Anthia, deux jeunes Éphésiens qui s'aiment dès leur première rencontre et se marient, mais sont très vite séparés et plongés dans un tourbillon d'épreuves et de voyages, au terme desquels ils se retrouvent.